# Erwin Schweitzer
Erwin Schweitzer (* 30. April 1887 in Stuttgart; † 8. Dezember 1968 ebenda) war ein deutscher Maler und Grafiker.

## Leben und Werk
Erwin Schweitzer studierte an den Kunstakademien Stuttgart (bei Christian Landenberger, Robert Pötzelberger, Christian Speyer) und München (bei Angelo Jank). Er absolvierte einen Studienaufenthalt in Paris, wo er dem Kreis des „Café du Dome“ angehörte. Er wurde hier vor allen Dingen von den Werken Pierre-Auguste Renoirs geprägt. Von 1914 bis 1918 leistete er Kriegsdienst.
Schweitzer wirkte auf dem Hofgut Seehaus bei Glemseck (Leonberg). Sein Sujet waren vor allem Landschaftsdarstellungen seiner schwäbischen Heimat und Stillleben.

## Ausstellungsteilnahmen (Auszug)
- 1924, 1926, 1927, 1928, 1929, 1931, 1932, 1947: Stuttgarter Sezession.
- 1927: Württemberger Kunstverein.
- 1931: Juryfreie Künstlervereinigung Stuttgart.
- 1934: „Süddeutsche Kunst“ in der Neuen Pinakothek, München.
- 1967: Ehrenausstellung zum 80. Geburtstag im Kunsthaus Schaller in Stuttgart.